# 阿富汗签证政策
根据法律规定，所有来访阿富汗的外国人，均需要申请签证才能入境。唯一的例外是，如果是阿富汗出生的人士，或者父母为阿富汗人，则可以享受免签待遇。
2015年2月，阿富汗政府宣布，所有在喀布尔国际机场入境的商务旅客、记者、运动员、航空公司员工以及过境旅客，可办理落地签证入境。